# トミー・ドイル
トミー・ドイル（Tommy Doyle, 2001年10月17日 - ）は、イングランド・マンチェスター出身のサッカー選手。ウルヴァーハンプトン・ワンダラーズFC所属。ポジションはミッドフィールダー。

## クラブ経歴
2019年10月29日のEFLカップ、サウサンプトン戦でプロデビューを果たした。2020年7月8日のニューカッスル・ユナイテッドFC戦でリヤド・マフレズと交代で出場しプレミアリーグデビューを果たした。2020年9月18日に契約を2025年まで延長した。
2021年夏に、2.ブンデスリーガのハンブルガーSVにレンタル移籍した。10月2日に行われたアウエ戦にて後半41分過ぎに投入されデビューを果たした。10月23日のパダーボルン戦では後半45分に投入され、ロスタイムに決勝点となるペナルティーエリア外からのミドルシュートを決め移籍後初得点を記録した。
2022年1月、カーディフ・シティFCへシーズン終了までのレンタルで移籍した。
2022年7月4日、シェフィールド・ユナイテッドFCにレンタル移籍。
2023年9月1日、ウルヴァーハンプトン・ワンダラーズFCに買取オプション付きのレンタルで移籍した。

## 代表経歴
2018年、UEFA U-17欧州選手権に出場するU-17イングランド代表のメンバーに選出された。彼はイスラエルとの開幕戦でPKを獲得した。次のイタリア戦では決勝ゴールを決めた。スイスとのグループリーグ最終戦で足を負傷し、残りの試合を欠場した。

## 私生活
ドイルの父方の祖父マイク・ドイルと母方の祖父グリン・パードーは、ともにマンチェスター・シティでプレーした同クラブのレジェンドであり、二人は長年のチームメイトであった。